# 戈斯蒂寧
52°25′N 19°28′E / 52.417°N 19.467°E

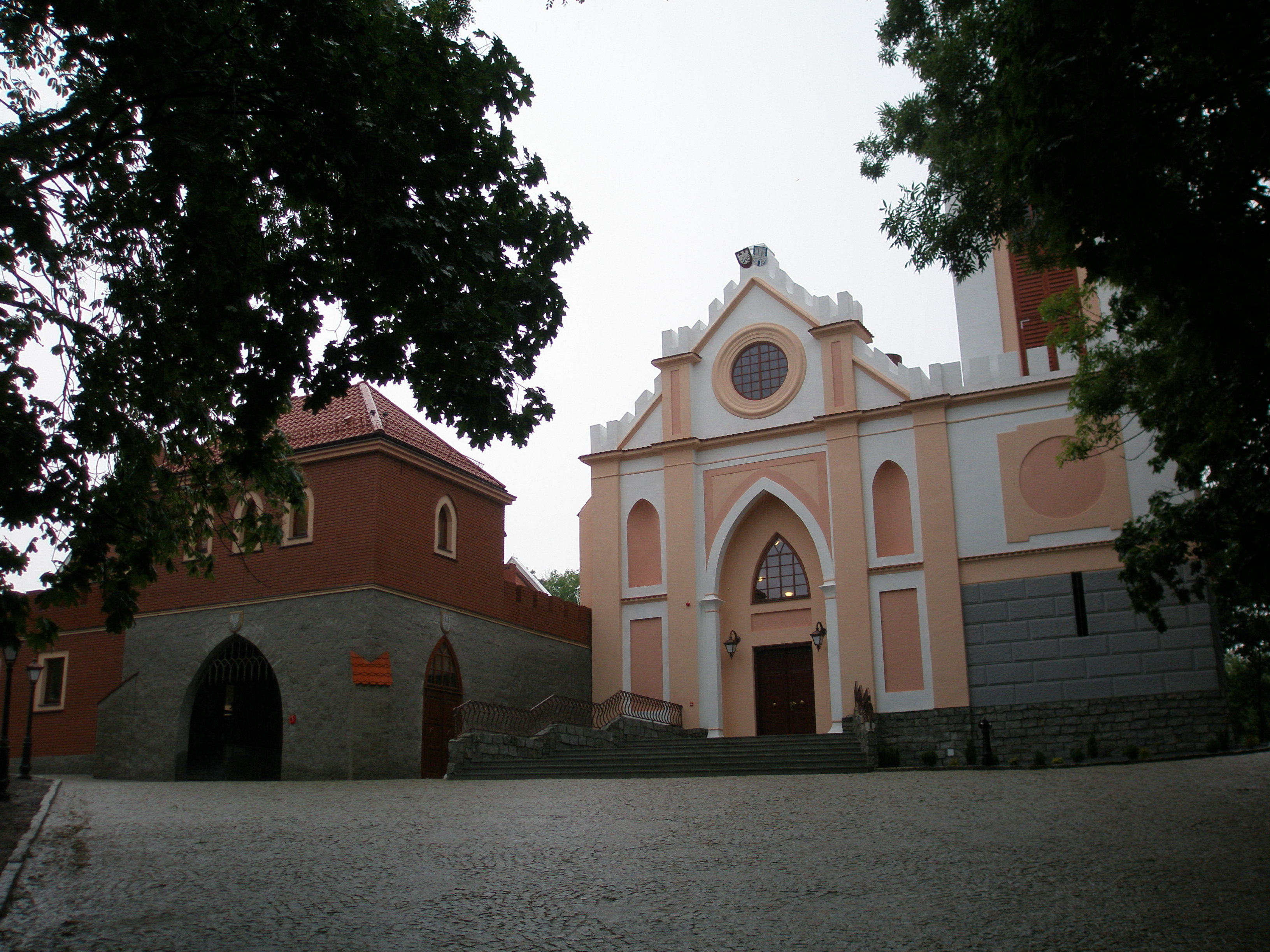

戈斯蒂寧是波蘭的城鎮，位於該國中部，由馬佐夫舍省負責管轄，始建於十三世紀，面積32.31平方公里，2006年人口19,119。第二次世界大戰期間，納粹德國在1939年9月16日至1945年1月18日期間佔領該鎮。

## 外部連結
- Official website （页面存档备份，存于）
- Jewish Community in Gostynin （页面存档备份，存于） on Virtual Shtetl